# Marcin Budkowski
Marcin Budkowski (Varsóvia, 23 de abril de 1977) é um engenheiro polonês.

## Carreira
Budkowski nasceu em Varsóvia em 1977, mas deixou a Polônia aos cinco anos. Ele se graduou na Escola Politécnica de Paris em 1999 (onde se tornou um engenheiro aeronáutico especializado em aerodinâmica) e continuou seus estudos entre 1999 e 2001 no Institut Supérieur de l’Aéronautique et de l’Espace (ISAE SUPAERO) e no Imperial College London, especializando-se em aeronáutica e aerodinâmica. Em 2000, ele completou um estágio de cinco meses no departamento de aerodinâmica da Peugeot.
Em 2001, ele começou a trabalhar na Prost Grand Prix. Após a falência dessa equipe, por recomendação do diretor técnico da Prost, Henri Durand, ele se mudou em 2002 para a Ferrari, onde era membro da equipe de fluidodinâmica computacional e, posteriormente, chefe do departamento responsável pelos testes de túneis de vento. Ele trabalhou na Ferrari até 2007.
Em outubro de 2007, ele se mudou para a McLaren, onde trabalhou como aerodinamicista sênior. Em 2008, ele se tornou o líder de aerodinâmica de pista e, no verão de 2009 — o líder do projeto de desenvolvimento aerodinâmico. Em 2011, após comentários críticos de Paddy Lowe sobre o McLaren MP4-26, ele saiu de férias por vários meses, o que causou rumores de que Pat Fry queria levar Budkowski à Ferrari. No entanto, o engenheiro permaneceu na McLaren e, em novembro de 2012, ele se tornou o chefe de aerodinâmica. Ele encerrou sua cooperação com a McLaren em janeiro de 2014.
Em 2014, Budkowski ingressou na FIA para se tornar o braço direito de Charlie Whiting, inicialmente como coordenador técnico e esportivo da Fórmula 1. Em março de 2017, ele se tornou chefe do departamento técnico da Fórmula 1.
Em outubro de 2017, ele se tornou o diretor executivo da equipe de Fórmula 1 da Renault (apesar da oposição oficial de outras equipes da Fórmula 1). Budkowski permaneceu no mesmo cargo após a equipe Renault ser transformada na Alpine F1 Team em 2021. Entretanto, em janeiro de 2022, a Alpine confirmou que ele havia deixado a equipe.